# Pobesneli bik
Pobesneli bik (angleško Raging Bull) je ameriški biografski športni dramski film, ki ga je režiral Martin Scorsese, producirala sta ga Robert Chartoff in Irwin Winkler, scenarij pa napisala Paul Schrader in Mardik Martin po avtobiografiji Raging Bull: My Story Jakea LaMotte iz leta 1970. V glavni vlogi nastopa Robert De Niro kot LaMotta, italijansko-ameriški boksar v srednji kategoriji, katerega samouničevalni in obsesivni bes, spolna zavist in živalski apetit so uničili njegov odnos z ženo in družino. V stranskih vlogah nastopajo še Joe Pesci kot Joey, boksarjev mlajši brat in manager, Cathy Moriarty kot njegova žena Vikki ter  Nicholas Colasanto, Theresa Saldana in Frank Vincent.
Scorsese je bil sprva zadržan do projekta, toda sčasoma ga je LaMottova zgodba prevzela. Schrader je na novo napisal Martinov prvotni scenarij, ki sta kasneje še dodelala Scorsese in De Niro. Pesci je bil dotlej neznan igralec, kot tudi Cathy Moriarty, ki jo je za blogo predlagal prav Pesci. Med glavnim snemanjem je bil vsak od boksarskih prizorov koreografiran za dosego določenega vizualnega sloga, De Niro pa je pridobil ok. 27 kg za prikaz LaMotte v poznejših letih. Scorsese je nadzoroval tudi proces montaže filma, ker je pričakoval, da bo to njegov zadnji celovečerec.
Film je bil premierno prikazan 14. novembra 1980 v New Yorku, v ameriških kinematografih pa 19. decembra istega leta. Ni se izkazal za finančno posebej uspešnega, saj je prinesel 23,4 milijona USD prihodka ob 18 milijonskem proračunu. Kljub mešanim ocenam kritikov je bil na 53. podelitvi oskarjev nominiran za oskarja v osmih kategorijah (kar je bilo največ skupaj s filmom Človek slon), tudi za najboljši film in režijo, osvojil pa je oskarja za najboljšega igralca (De Niro drugič) in najboljšo montažo.
Sčasoma je film pridobil večji ugled med filmskimi kritiki, ki ga sedaj pogosto označujejo za Scorsesejev magnum opus in enega najboljših filmov vseh časov. Ameriški filmski inštitut ga je leta 2007 uvrstil na četrto mesto stotih najboljših ameriških filmov AFI's 100 Years...100 Movies. Leta 1990 ga je ameriška Kongresna knjižnica kot prvega v letu, ko je izpolnil formalne pogoje, izbrala za ohranitev v okviru Narodnega filmskega registra zavoljo njegove »kulturne, zgodovinske ali estetske vrednosti«.

## Vloge
- Robert De Niro kot Jake LaMotta[3]
- Joe Pesci kot Joey LaMotta[3]
- Cathy Moriarty kot Vickie LaMotta[3]
- Nicholas Colasanto kot Tommy Como[3]
- Theresa Saldana kot Lenora LaMotta[3]
- Frank Vincent kot Salvy Batts[3]
- Lori Anne Flax kot Irma LaMotta
- Mario Gallo kot Mario
- Frank Adonis kot Patsy
- Joseph Bono kot Guido
- Frank Topham kot Toppy
- Charles Scorsese kot Charlie
- Geraldine Smith kot Janet
- Candy Moore kot Linda
- James V. Christy kot dr. Pinto
- Peter Savage kot Jackie Curtie
- Don Dunphy kot on sam
- McKenzie Westmore kot Stephanie LaMotta
- Gene LeBell kot napovedovalec dvoboja
- Shay Duffin kot napovedovalec dvoboja
- Martin Scorsese kot Barbizon stagehand (glas)

Boksarski nasprotniki
- Coley Wallace kot Joe Louis[4]
- Johnny Barnes kot Sugar Ray Robinson
- Bill Hanrahan kot Eddie Eagan
- Kevin Mahon kot Tony Janiro
- Eddie Mustafa Muhammad kot Billy Fox
- Floyd Anderson kot Jimmy Reeves
- Johnny Turner kot Laurent Dauthuille
- Louis Raftis kot Marcel Cerdan